# Now (Sky)
Now (anteriormente Now TV y, a menudo, estilizado como NOW) es un servicio de televisión por internet over-the-top por suscripción operado por el proveedor de televisión por satélite británico Sky y propiedad de Sky Group. Lanzado en el Reino Unido en 2012, el servicio también está disponible en Irlanda, Italia, Alemania (donde opera como Wow, anteriormente Sky Ticket), y hasta cierto punto en Austria y Suiza (donde elementos como la administración de cuentas en línea respaldan el servicio Sky X).
En la actualidad ofrece contenido en vivo y bajo demanda sin contrato. El servicio también proporciona «pases» para varios tipos de contenido, por una tarifa mensual de pago por uso. Los diferentes pases ofrecen películas, contenido deportivo y de entretenimiento de Sky, como material de Sky Atlantic y Sky Cinema, y de terceros británicos y estadounidenses con licencia, como Fox. El servicio está disponible para los consumidores a través de reproductores de medios digitales como Roku (tanto en decodificadores como en factores de forma de dongle HDMI) así como mediante una aplicación en computadoras, varios dispositivos móviles, algunas consolas de juegos y decodificadores. Es independiente y no se puede ver a través del servicio de Internet Sky Go, ni a través del servicio de televisión digital por satélite de Sky Sky Q.

## Historia y cobertura

### Sky Picnic
Sky Picnic era un servicio de televisión por suscripción propuesto que habría estado junto a Freeview y Top Up TV en la plataforma de televisión digital terrestre (TDT) en el Reino Unido. La propuesta detallaba la sustitución de los tres canales gratuitos de Sky (Sky News, Sky Sports News y Sky Three) por cinco canales de televisión de pago: Sky Sports 1, Sky Movies SD1 más Sky One durante la noche con una hora de contenido de Sky News. También habría otros dos canales diurnos (un canal de hechos y un canal infantil). Fue propuesto por primera vez en 2007, pero estuvo sujeto a una consulta pública por Ofcom. Si bien el servicio fue autorizado para lanzarse en 2010 nunca se lanzó oficialmente y Sky  suspendió el proyecto en 2008.
La propuesta de Sky Picnic finalmente fue reemplazada por la plataforma de televisión por internet Now TV.

### Now TV
Now TV fue presentado por Sky UK en marzo de 2012 y diseñado para personas que no tienen acceso a la televisión de pago. Su lanzamiento oficial fue el 17 de julio de 2012, proporcionando inicialmente películas, poniéndolo en competencia con Lovefilm y Netflix.

Logo anterior de Sky Ticket en Alemania

El servicio Now TV se extendió posteriormente a otros territorios cubiertos por Sky Group. En 2014, Sky Deutschland lanzó un servicio de Internet similar llamado «Sky Online» en Alemania y Austria, y Sky Italia lo hizo en Italia en 2015. En 2016, Sky Online en Alemania y Austria se renovó como «Sky Ticket» y se estructuró de la misma manera que Now TV en el Reino Unido, y fue rebautizado en Italia con el nombre británico original de Now TV. El 26 de abril de 2017, se lanzó Now TV en Irlanda. El 11 de septiembre de 2017, el servicio se lanzó simplemente como «Sky» en España, el primer producto con la marca Sky en ese país. En marzo de 2019, Sky X se lanzó en Austria, haciendo uso de una combinación de elementos de Now TV y Sky Q, y reemplazó gradualmente a Sky Ticket, como una oferta entre Sky Ticket y el servicio completo de televisión Sky Q. El 1 de septiembre de 2020, Sky dejó de ofrecer el producto en España.

Logo de Sky X (Austria)

En el verano de 2016, Sky UK amplió la marca a los servicios de telecomunicaciones al lanzar Internet de banda ancha económica sin contrato en el Reino Unido, inicialmente llamado Now TV Combo, y desde principios de 2018 se renombró Now Broadband.

Logo actual de WOW en Alemania

A principios de 2021, Now TV cambió su nombre a NOW.
En el verano de 2022, la versión alemana de Sky Ticket cambia de nombre a WOW.

### España
Sky España fue un servicio OTT de Sky que proporcionaba televisión de pago y contenido bajo demanda solo a través de Internet creado para competir con Movistar Plus+, Netflix y Amazon Prime Video en España.
Yoigo es un operador de Internet y telefonía móvil que mantenía un acuerdo de exclusividad que permitía a los clientes acceder a la tarifa Fibra + la Sinfín con acceso ilimitado de fibra al servicio Sky España por 6 euros al mes.
El servicio dejó de estar disponible el 1 de septiembre de 2020. Algunos contenidos ya habían desaparecido antes de su cierre el 10 de agosto de 2020.
Sky regresó al mercado español en 2023 con la introducción de SkyShowtime.

### Estados Unidos
El 23 de mayo de 2023, Comcast (empresa matriz de Sky Group) anunció planes para lanzar una versión estadounidense de Now TV como parte de su unidad de cable y banda ancha Xfinity, la cual tendría un precio de 25 dólares al mes e incluiría señales lineales de televisión por cable y servicios gratuitos de televisión en streaming con publicidad (FAST) de Xumo Play y otros socios.

## Contenido y canales
Tras su debut en el Reino Unido en 2012, Now TV solo ofrecía películas al principio, y agregó deportes en marzo de 2013 y canales de entretenimiento en octubre de ese mismo año. Se accede a los canales de cine y entretenimiento mediante el pago de una cuota mensual, y los deportes de forma ad-hoc («pago por uso»). A diferencia del servicio insignia de televisión satelital de Sky, Now TV no requiere un contrato a largo plazo.
En la actualidad Now ofrece «pases» con un conjunto específico de contenido o canales que se pueden ver bajo demanda o como TV en vivo. El pase «Entertaiment» tiene contenido/canales de entretenimiento general de Sky (p. ej., Sky One) y de terceros (p. ej., Syfy), mientras que el pase «Kids» cubre cadenas infantiles como Nickelodeon, y el pase «Sky Cinema» ofrece más de mil películas de Sky Cinema. También hay un pase dedicado a «Hayu», un pase llamado «Sports» (que ofrece una opción de suscripción diaria o mensual), junto con un pase deportivo solo para dispositivos móviles el cual transmite canales de Sky Sports en vivo.
Los dongles de Now tienen aplicaciones descargables adicionales que brindan acceso a servicios de streaming y otros tipos de plataformas de manera gratuita, como BBC iPlayer, ITV Hub y UKTV Play, así como acceso a Sky Store, Netflix (agregado a finales de 2018), Peacock (agregado en noviembre de 2021), Sky Sports Box Office, Disney+ (agregado en abril de 2020) y YouTube. A partir de la primavera de 2020, Now TV brindó acceso a BT Sport y, al mismo tiempo, Now TV empezó a estar disponible para los clientes de BT TV.
El 28 de junio de 2022, National Geographic abandonó el servicio cuando su programación se trasladó a Disney+. En su lugar, los usuarios de Now empezaron a tener acceso al canal de televisión de drama misterioso británico, Alibi y a NBC News Now, mientras que los clientes con el paquete de suscripción Sky Cinema comenzaron a poder acceder a una gama de películas de Paramount+.